# Padbol
Padbol är en lagsport som är en kombination av fotboll och padeltennis. Sporten utformades 2008 av Gustavo Miguens i La Plata, Argentina.
Gustavo Miguens vidareutvecklade sporten fotbolls-tennis med väggar och enkla regler, retur-varianter och studs. Sedan starten 2008 i La Plata har sporten spridit sig till 13 olika länder, Argentina, Brasilien, Danmark, Spanien, Finland, England, Italien, Mexiko, Norge, Portugal, Rumänien, Sverige och Uruguay. 

## Spelplan
Spelplanen nyttjar 60 kvadratmeter och är 10 meter lång samt 6 meter bred. Spelytan (plast) fördelas med hjälp av tennisnät i mitten och linjer på golvet. Utöver "tennismodellen" finns en extra zon strax intill nätet. Sidoväggarnas längd ska vara 2,50 meter och gjorda av 10-12 mm härdat glas. 

## Regler
Varje lag har 2 spelare och matcherna avgörs genom samma poängsystem som i tennis (3 set). När man spelar så får man använda hela kroppen utom armarna och händerna, precis som i fotboll. Det omfattar också rörelser och gester från andra bollsporter som volleyboll och squash.

## Padbol Sverige
Padbol har funnits i Sverige sedan slutet på 2013. Den första banan skapades i en lokal på Aspholmen. I januari 2014 bildades Nordens första Padbolförbund, Örebro Padbol Association. Tanken med förbundet är att koordinera alla Padbolklubbar i Örebro kommun. Örebro Padbol Association hjälper även till med att bilda nya Padbol klubbar. 2014 finns det 19 aktiva klubbar i Örebro kommun.
Backahallen i Örebro har som första kommersiella aktör börjat använda sig av en bur i sin rackethall. Buren ställdes in i mitten av december 2015.

## VM i Padbol
Världsmästerskap i Padbol spelades 2013 i Argentina där 16 lag deltog. Turneringens vinnare blev Eleazar Ocana och Toni Palacios från Albacete, Spanien. 
Världsmästerskap 2014 spelades den 20 november 2014 La Nucia (Alicante) i Spanien. Sverige deltog med två lag.  
Under 2015 spelades inget VM. Istället spelades den 19 november Intercontinental Cup of Clubs, vilket är klubblags-VM i Las Palmas, Gran Canaria. I denna tävling deltog ett svenskt lag.   
Kommande VM spelas i Uruguay, november 2016.